# British Club

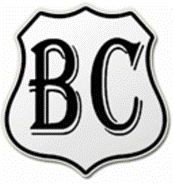
Logo

Der British Club oder British Football Club war ein Fußballverein in Mexiko-Stadt, der zu den fünf Gründungsmitgliedern der alten Primera Fuerza, der Meisterschaft auf Amateurbasis in Mexiko, gehörte. 

## Geschichte

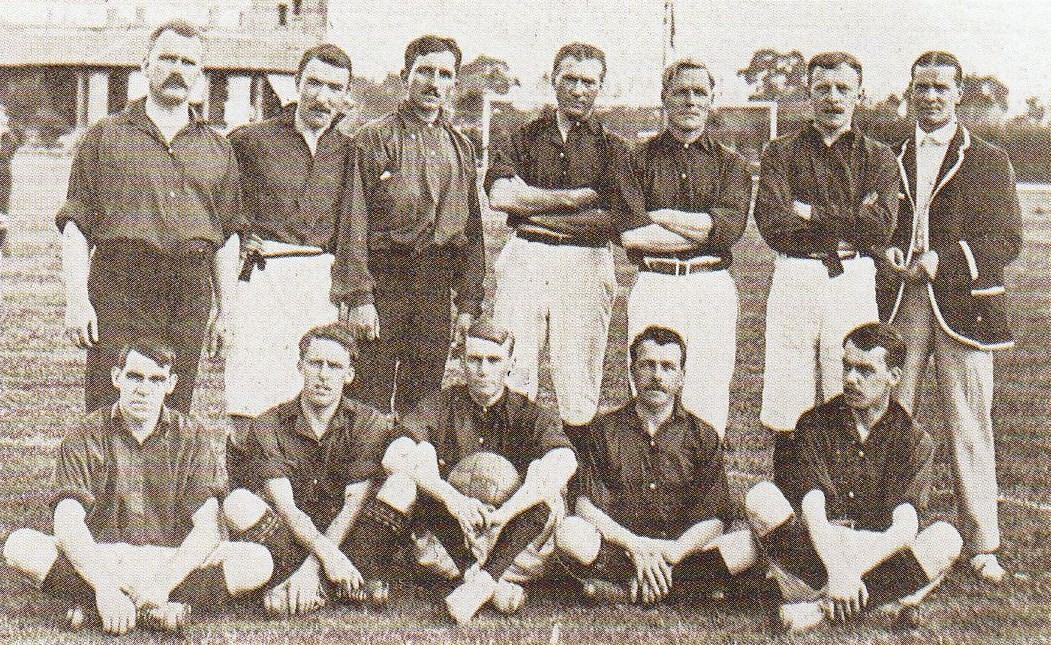
Mannschaftsbild aus dem Jahr 1903

Gegründet wurde der Verein von Percy Clifford, der wenige Jahre vorher bereits beim 1894 gegründeten Reforma Athletic Club eine Fußballmannschaft ins Leben gerufen hatte und zehn Jahre später noch den Rovers FC gründete. 
Der British FC wurde 1902 gegründet, um in der im selben Jahr erstmals ausgetragenen Fußballmeisterschaft von Mexiko mitwirken zu können. Er wurde finanziell unterstützt von dem 1899 gegründeten Club Británico und durfte zum Training und zur Austragung seiner Heimspiele dessen Vereinsgelände benutzen. 
Obwohl von Clifford als abtrünnigem Mitglied des Reforma AC gegründet, hatten beide Vereine ein gutes Verhältnis zueinander und tauschten oder liehen sich bei Bedarf gegenseitig Spieler aus. Der Reforma AC war zwischen 1906 und 1912 die dominierende Mannschaft und konnte in diesem Zeitraum sechs von sieben möglichen Meistertiteln gewinnen. Lediglich in der Saison 1907/08 konnte der British Club dessen Vormachtstellung durchbrechen und seine einzige Meisterschaft gewinnen. Drei Jahre später konnten die Fußballer des British Club sich noch über den Pokalsieg freuen. 
Die Fußballmannschaft des British Club wirkte elf Jahre lang (von 1902 bis 1913) in der alten Primera Fuerza mit, bevor sie sich zurückziehen musste. Die genauen Gründe des Rückzugs sind der Nachwelt nicht bekannt. Der Vereinsgründer Clifford sah bereits am Saisonende 1911/12, dass die Dinge ihren negativen Lauf nehmen und nicht aufzuhalten sind und rief daher mit dem Rovers FC einen neuen Verein ins Leben, der allerdings auch nur wenige Jahre bestand. 

### Meistermannschaft
Die Meistermannschaft der Saison 1907/08 bestand aus folgenden Spielern: A Dewar, Jack Easton, P. Mennill, George Ratcliff, Ack Caldwall, Horace Hogg, Bryan Withe, Jack Johnson, John Hogg, D. Watson, Percy Clifford (Spielertrainer).

## Erfolge
Mexikanischer Meister: 1908 

Vizemeister: 1905, 1907, 1912 

Pokalsieger: 1911